# Rigenerato di fibre di cuoio
Il rigenerato di fibre di cuoio è un materiale artificiale costruito utilizzando fibre di cuoio ottenute per demolizione meccanica o chimica di residui di cuoio.

Il rigenerato di fibre di cuoio spesso viene chiamato anche rigenerato di cuoio o impropriamente, cuoio rigenerato o pelle rigenerata. Questi ultimi due termini sono fuorvianti, in quanto inducono il consumatore a credere che il materiale sia cuoio, seppure rigenerato, quando in realtà è un materiale artificiale contenente fibre ottenute da residui di cuoio tramite processi di demolizione.

## Definizione
Il CEN (Comitato europeo di normazione) definisce il rigenerato di fibre di cuoio "materiale costituito da pelli conciate disintegrate meccanicamente e/o chimicamente in particelle fibrose, piccoli pezzi o polveri e, successivamente, con o senza la combinazione di legante chimico, trasformato in fogli. Se c'è qualche altro componente oltre a fibre di cuoio, non riconducibile alla pelle, allora questo dovrebbe essere dichiarato come parte della descrizione. L'importo minimo del 50% in peso di pelle secca è necessario per utilizzare il termine rigenerato di fibre di cuoio".
Un Disciplinare UNAC (Unione Nazionale Accessori e Componenti per calzatura), registrato il 5 novembre 2007, definisce le caratteristiche di questo materiale in base al contenuto di collagene che il rigenerato di fibre di cuoio deve possedere per poter essere definito come tale (30% rispetto al peso totale, equivalente al 50% di fibre di cuoio) e i suoi requisiti essenziali di idoneità (contenuto di formaldeide e cromo esavalente).

## Burocrazia
Il termine "cuoio rigenerato" è illegale in Italia perché in contrasto con la legge italiana n. 1112 del 16 dic. 1966 che stabilisce che "i nomi "cuoio", "pelle" e "pelliccia", i termini che ne derivano o loro sinonimi sono riservati esclusivamente ai prodotti ottenuti dalla lavorazione di spoglie animali sottoposte a trattamenti di concia o impregnate in modo tale da conservare inalterata la struttura naturale delle fibre, nonché gli articoli con esse fabbricati".
Nel caso di calzature, poi, il termine "cuoio rigenerato" sarebbe anche in contrasto con la Direttiva Comunitaria 94/11/CE del 23/3/94 che, oltre a definire i termini cuoio, pelle ecc. in modo analogo alla legge italiana, precisa che "Se però la pelle o il pellame conciati sono disintegrati meccanicamente e/o ridotti chimicamente in particelle fibrose, pezzetti o polveri e, successivamente, con o senza l'aggiunta di un elemento legante, vengono trasformati in fogli o altre forme, detti fogli o forme non possono essere denominati "cuoio".
Il termine, pertanto, trae in inganno il consumatore. L'esatta dizione è "rigenerato di fibre di cuoio".

## Lavorazione
Il rigenerato di fibre di cuoio è prodotto dalla lavorazione di scarti conciari, per la precisione rasatura o rifilature di pelle conciata al cromo o vegetale (CER 040108), residui dei calzaturifici e delle lavorazioni di confezionamento e finitura (CER 040109) di manufatti in cuoio o pelle, altrimenti destinati in discarica o - come avviene solo in Italia - alla fabbricazione di fertilizzanti per l'agricoltura.
La lavorazione industriale comprende una prima fase di macinazione con appositi mulini a martelli o coltelli in sincronia con aggiunta di acqua sino a portare l'impasto, una volta ottenuto, ad un contenuto di secco del 5-10%; una seconda fase di raffinazione con raffinatori conici o a dischi. Ultimata la fase di trattamento meccanico è necessario un condizionamento chimico tramite prodotti di derivazione conciaria quali tannini (5%) e ingrassi (2-7%), tintura con coloranti (1-2%) e neutralizzazione del pH.
Terminate le operazioni di reazione chimica si diluisce l'impasto al 1-2% e si miscela con lattice naturale prediluito il quale viene fatto precipitare con una soluzione di solfato di alluminio sulle fibre. Si ottiene, così, la polimerizzazione del legante sulle fibre. Quando l'operazione è completata l'acqua di risulta deve essere limpida, segno che l'operazione è avvenuta con successo. Spesso quali leganti si utilizzano anche  polimeri sintetici di varia natura.
L'impasto viene poi trattato con una macchina di tipo cartario, denominata macchina continua, nella quale l'impasto viene distribuito uniformemente su una tela sottile a formare un foglio. L'acqua per gravità drena tra le trame della tela e nelle fasi successive inizia il processo di disidratazione attraverso il vuoto pneumatico, mediante casse aspiranti o per spremitura con presse cilindriche sormontate da feltri. La parte finale di umidità viene eliminata in forni ad aria calda, fino ad un'umidità residua dell'11-13%.

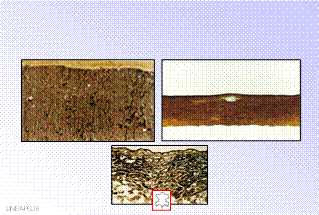
Le foto della figura mostrano la sezione di due tipi di "rigenerato" e quella del cuoio.

Una volta terminato il ciclo produttivo, a seconda degli spessori in lastre o in rotoli, il rigenerato viene destinato alle varie fasi di rifinizione necessarie quali calandratura, goffratura, smerigliatura e verniciatura. Spesso la superficie viene stampata (goffrata) con disegno che imita la "grana" del vero cuoio proveniente da animali diversi (grana bovina, ovina, caprina, ecc.).
È evidente la differenza tra la struttura omogenea ed indifferenziata del rigenerato e quella fibrosa tipica del vero cuoio.

## Utilizzi
Esempi di prodotti che più comunemente sono costruiti con rigenerato di fibre di cuoio sono oggetti di arredamento rivestito in cuoio come sedie e divani, scrivanie e accessori, libri e pelletteria di basso costo come borse, cinture e parti delle calzature.